# Hip-hop vietnamien
Le hip-hop vietnamien  désigne la scène Hip-hop au Vietnam. Ce mouvement hip-hop vietnamien commença par les Vietnamiens vivant aux États-Unis, pays d'origine du hip-hop. La culture du hip-hop gagna et émergea ensuite au Vietnam.

## Histoire
Le mouvement hip-hop au Vietnam est composé de différentes catégories comme le rap, le breakdance, le ragga et bien d'autres.
Le rap connait un grand succès auprès de la jeunesse. Nguòi Ta Hieu est nommée la reine du rap vietnamien car elle démontre son savoir faire du rap ; repéré en 2016, elle devient une référence. Elle est capable de rapper en anglais et elle effectua une collaboration avec le groupe de jazz pop Mino.